# 五反田劇場
五反田劇場（ごたんだげきじょう）は、かつて存在した日本の映画館である。1933年（昭和8年）前後、東京府東京市品川区五反田（現在の東京都品川区東五反田）に新興キネマの契約館として開館した。第二次世界大戦後は直ちに再建されて、1947年（昭和22年）7月に新築・開館、松竹系の一番館（封切館）として稼働した。その後、TY紅系（東宝洋画系）に興行系統が変わったが、1973年（昭和48年）には閉館した。開館以来、簱興行が経営し、山田風太郎や巖谷國士が通ったことでも知られる。

## 沿革
- 1933年前後 - 開館[1][2][3][14]
- 1945年5月24日 - 空襲により全焼・閉館
- 1947年7月 - 復興・開館[4][5][6]
- 1973年 - 閉館[10][11][12][13]

## データ
- 所在地 : 東京都品川区東五反田2丁目2番3号[9]、現在の五反田ハタビル[17][18][19]
  - 開館当時の東京府東京市品川区五反田1丁目261番地[2][3]、戦後の東京都品川区五反田1丁目261番地[4][5][6][8]

北緯35度37分32秒 東経139度43分31秒 / 北緯35.62556度 東経139.72528度
- 経営 : 簱興行[4][5][6][8][9]（簱栄吉[2][3]）
- 支配人 : 
  1. 原岡栄 （1940年代[2][3]）
  2. 川合淳次 （1950年[5] - 1954年）
  3. 岡部幸子 （1954年[6] - 1960年）
  4. 永田清盛 （1960年 - 1961年[8]）
  5. 三枝三郎 （1961年 - 1966年）
  6. 永山崇 （1966年[9] - 1973年）
- 構造 : 木造二階建[4][5][6][8][9]
- 観客定員数 : 456名（1941年 - 1942年[2]） ⇒ 379名（1942年 - 1943年[3]） ⇒ 463名（1950年[5]） ⇒ 480名（1954年[6]） ⇒ 483名（1960年[8] - 1967年[9]）

## 概要

### 戦前
正確な開館日は不明であるが、1933年（昭和8年）前後の時期に、東京府東京市品川区五反田1丁目261番地（現在の東京都品川区東五反田2丁目2番3号）に新興キネマの契約館として開館した。同地は、1932年（昭和7年）10月1日に東京市に編入するまでは、東京府下の荏原郡大崎町だった地域であり、同館は、五反田駅から東へ伸びる八ッ山通り（現在の東京都道317号環状六号線）に面し、白木屋五反田店（現在の五反田東急ストア）並びで駅至近の立地であった。同館が開館する前の五反田地区には、日活系の大崎館（戦後の五反田東映劇場、大崎町下大崎377番地、経営・小林興行部）、松竹系の大崎キネマ（のちの大崎松竹映画劇場、大崎町桐ヶ谷354番地、経営・大蔵貢）、マキノ・プロダクションならびに帝国キネマ演芸作品を上映した龜齢館（大崎町桐ヶ谷631番地、経営・坂間商事）、東亜キネマならびに河合映画製作社作品を上映した五反田館（のちの大崎大映劇場、大崎町谷山43番地、経営・加藤作治）の4館が存在した。同館は新興キネマの封切館であり、簱栄吉は同館を開館する5年ほどまえの1928年（昭和3年）、簱興行を設立している。
1942年（昭和17年）には第二次世界大戦による戦時統制が敷かれ、日本におけるすべての映画が同年2月1日に設立された社団法人映画配給社の配給になり、すべての映画館が紅系・白系の2系統に組み入れられるが、同年発行の『映画年鑑 昭和十七年版』には、同館の興行系統についての記載がない。田中純一郎によれば、同館は、浅草富士館、本所映画劇場、江東劇場、荏原大映劇場、蒲田常設館、蒲田電気館らとともに「白系」に属したという。当時の同館は、経営は簱栄吉、支配人は原岡栄、観客定員数は456名（1941年）、1942年には379名に減少した。簱栄吉は当時すでに、豊島区に池袋日勝映画館（のちの池袋日勝映画劇場、池袋町1丁目743番地）、
江戸川区に小松川電気館（小松川3丁目53番地）、平井松竹館（平井町2丁目975番地）、小岩松竹館（のちの小岩スカラ座、小岩町3丁目1861番地）、城東区（現在の江東区）に三光館（南砂町1丁目285番地）、亀戸昭和館（亀戸町3丁目257番地）、亀戸映画劇場（かつての亀戸松竹館、のちの亀戸日勝映画劇場、亀戸町3丁目168番地）、神奈川県横浜市中区に中島常設館（共進町3丁目55番地）、千葉県市川市に市川映画館（市川2丁目3057番地）と、同館を含めて10館の映画館を経営していた。
作家の山田風太郎が同館に通ったのは、この戦時中の時期であり、駅の反対側にあった東宝五反田映画劇場（戦後の五反田東映劇場、経営・東横映画）にも通っていた記述が残されている。大戦末期の1945年（昭和20年）5月24日、五反田地区を襲った空襲は、五反田駅の西側も東側も焼け野原にしており、同館は全焼・閉館を余儀なくされた。

### 戦後

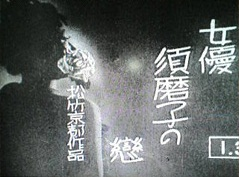
1947年（昭和22年）8月16日に松竹が公開した『女優須磨子の恋』（監督溝口健二、製作松竹京都撮影所）カットタイトル。

五反田地区は空襲の爪痕が深かったが、1947年（昭和22年）7月には簱栄吉が代表を務める簱興行が復興して、木造二階建の映画館を新築・開館、松竹系の一番館（封切館）として稼働した。当時の支配人は川合淳次、観客定員数は463名であった。同年同月の松竹は、『母の灯』（監督市川哲夫、1日公開）、『二連銃の鬼』（監督佐々木啓祐、8日公開）、『恥かしい頃』（監督野村浩将、15日公開）、翌8月には『花ある星座』（監督大曾根辰夫、3日公開）、『女優須磨子の恋』（監督溝口健二、16日公開）、『飛び出したお嬢さん』（監督渋谷実、26日公開）を公開している。同館が復興する1年版前の1946年（昭和21年）1月には、東宝五反田映画劇場が東宝東横映画劇場（五反田2丁目377番地、経営・東横映画）と名を変えて新たに開館しており、追って1950年（昭和25年）6月には、アメリカ映画の専門館として東京セントラル劇場（のちの五反田日活劇場、五反田2丁目367番地、経営・東京国際興行）が開館した。
その後の五反田地区では、1952年（昭和27年）10月には五反田名画座（五反田1丁目260番地、経営・鈴木聰子）、1954年（昭和29年）8月には五反田オリンピア映画劇場（五反田1丁目152番地、経営・東洋興業）、1955年（昭和30年）12月27日には五反田大映劇場（五反田1丁目254番地、経営・大映興行）がそれぞれ開館し、同地区の映画館は6館に増えた。巖谷國士が同館に通っていたのはこの時代であり、東京セントラル劇場や同館があって、新たに五反田大映劇場が新築されたことが回想されている。同年11月21日には、同館を経営する簱興行は、東京都中央区銀座の自社ビル地下に銀座文化劇場（現在のシネスイッチ銀座1）を開館している。
このころの同館は、松竹に加えて日活の作品も上映していたが、1958年（昭和33年）、東京セントラル劇場が五反田日活劇場と改称して日活の封切館に変わるとともに、松竹のみの封切館に戻っている。その後1960年代後半、同館は、東宝の洋画興行チェーンである「TY紅系」に興行系統を変えているが、このとき同社が経営する池袋の池袋スカラ座は「TY白系」になった。当時「TY紅系」で公開された映画には『盗みのテクニック』（監督ニコラス・ジェスネル、1965年製作、配給東京第一フィルム、日本公開1966年12月17日）、『華麗なる週末』（監督マーク・ライデル、1969年製作、配給東和、日本公開1969年12月20日）等がある。
1970年（昭和45年）、同館を経営する簱興行は、埼玉県大宮市下町3丁目7番地の製糸工場跡の広大な敷地に大宮ハタプラザを建設・竣工、また同年、千葉県市川市八幡2丁目16番6号の八幡映画劇場・八幡文化劇場を休館・取壊して建設していた八幡ハタビルを竣工、池袋のハタ・スポーツプラザ（1963年12月開館）に代表される「ハタボウル」を中心とした総合レジャー産業にシフトした。
1973年（昭和48年）には閉館した。簱興行が戦後初めて閉館した映画館であった。同館閉館後の五反田駅周辺には、五反田名画座（東五反田2丁目3番3号、1989年閉館）、五反田東映劇場（西五反田1丁目28番2号、1991年閉館）の2館のみが残った。1992年（平成4年）3月には、五反田ハタビル（地上8階・地下1階建）が竣工し、現在に至る（2013年7月）。